# 영광 침류정
영광 침류정(靈光 枕流亭)은 대한민국 전라남도 영광군 불갑면에 있는 조선시대의 건축물이다. 2012년 10월 26일 전라남도의 문화재자료 제278호로 지정되었다.

## 개요
영광 침류정은 4면이 모두 열려 있는 개방형 정자로 가구 기법에서 자연스럽게 휜 대들보 상부로 양측에서 곡이 있는 충량이 얹혀지는 ‘+’형이 특히 눈에 띄는 등 역사성, 장소성, 건물의 조형성 등 가치 있다.
조선후기 정자로서 건립 기록(1876년)이 확인되고 정려와 정자 등 전통 마을 유교경관의 중심지이다.

## 참고 자료
- 영광 침류정 - 국가유산청 국가유산포털